# Adolescencia

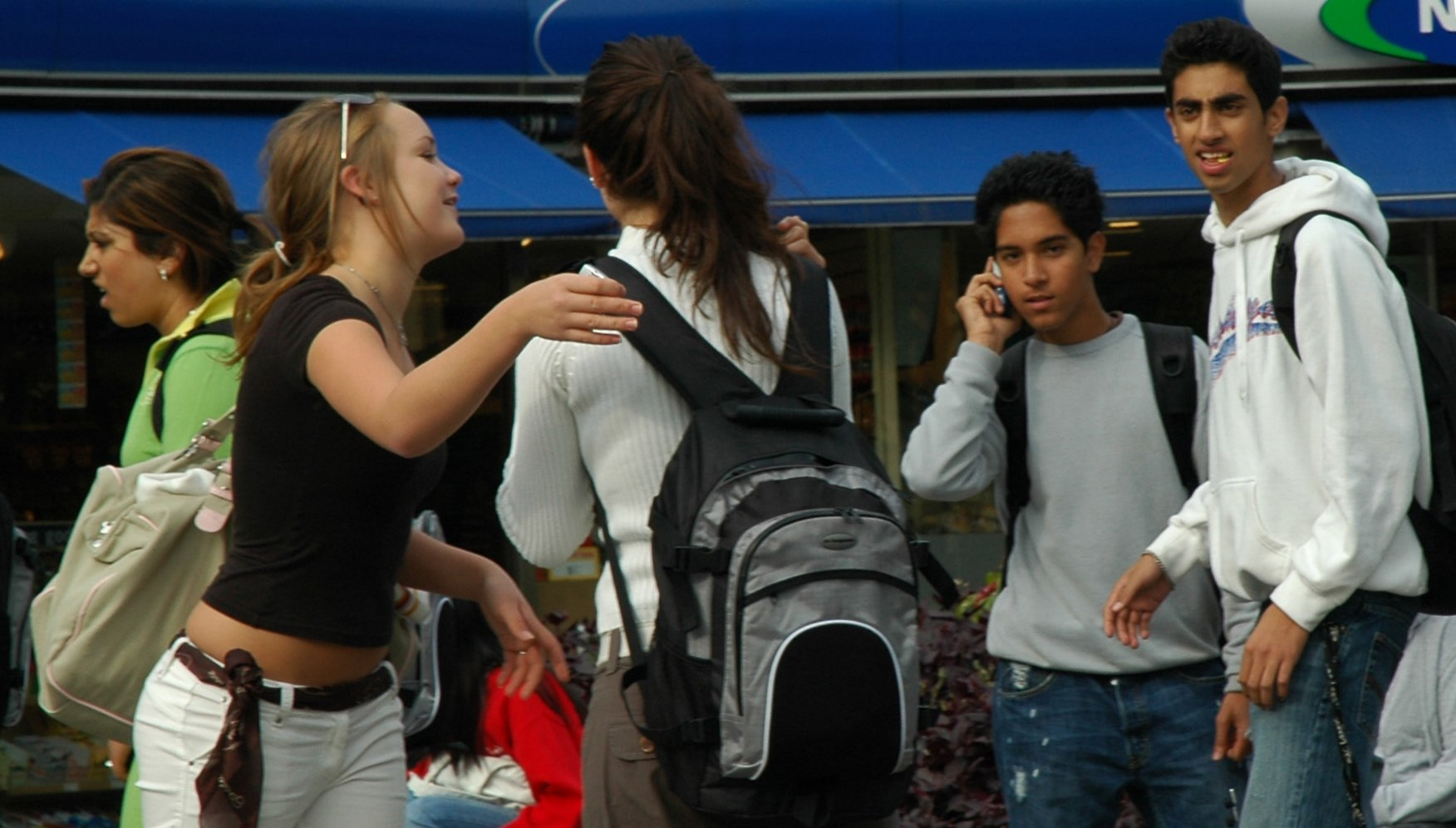
Grupo de adolescentes

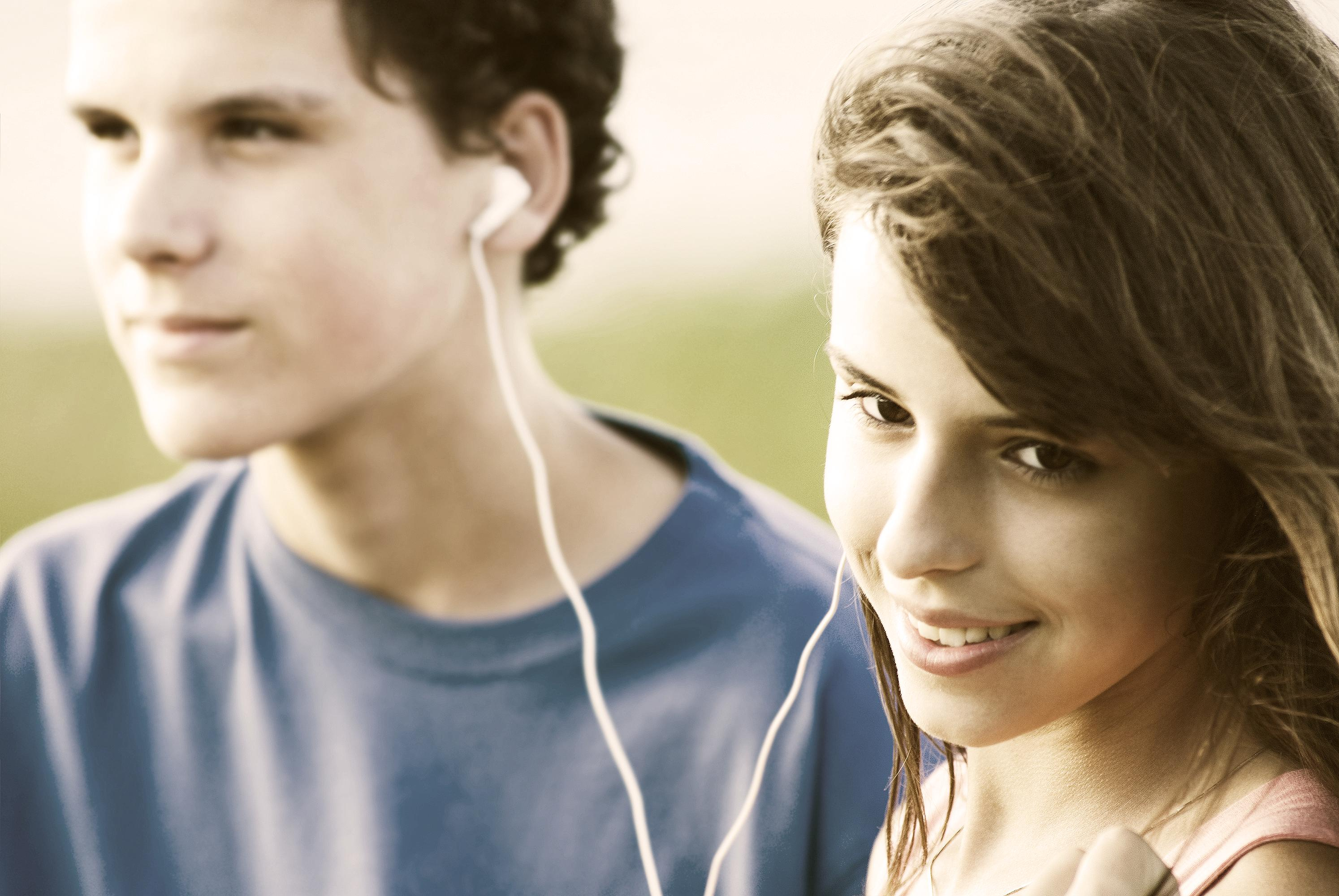
Adolescentes

La adolescencia es un periodo de desarrollo biológico, psicológico, sexual y social inmediatamente posterior a la niñez y que comienza con la pubertad. Es un periodo vital entre la pubertad y la edad adulta, su rango de duración varía según las diferentes fuentes y opiniones médicas, científicas y psicológicas, generalmente se enmarca su inicio a los 13 años, y su finalización a los 21 años de edad.
La Organización Mundial de la Salud considera la adolescencia como el período comprendido entre los 10 a 19 años, dentro del periodo que considera ella como juventud —entre los 10 y 24 años—.  Para la OMS la adolescencia inicial que es la primera fase es desde los 10 años hasta los 13 años, la segunda fase es desde los 14 años hasta los 16 años y la adolescencia tardía tiene lugar entre los 17 y 19 años.

## Etimología
El término adolescente aparece en el idioma español a mediados del siglo XV proveniente de la palabra latina adolescens o adulescens, participio activo del verbo adolecere, que equivale a crecer, robustecer.

## Definición y características principales
La adolescencia es principalmente una época de cambios. Es la etapa que marca el proceso de transformación del niño en adulto, es un período de transición que tiene características peculiares. Se llama adolescencia porque sus protagonistas son jóvenes que aún no son adultos y tampoco son niños. Es una etapa de descubrimiento de la propia identidad (identidad psicológica, identidad sexual...) así como la de autonomía individual.

En el aspecto emocional, la llegada de la adolescencia significa la eclosión de la capacidad afectiva para sentir y desarrollar emociones que se identifican o tiene relación con el amor. El adolescente puede hacer uso de su autonomía y comenzar a elegir a sus amigos y a las personas que va a querer. Hasta entonces no ha escogido a sus seres queridos. Al nacer conoció a sus padres y tal vez a algunos hermanos y el resto de sus familiares. Después, de alguna manera, sus padres fueron eligiendo sus compañeros de clase y amigos. Pero al llegar a la adolescencia, puede hacer uso de cierta capacidad de elección para poner en marcha uno de los mecanismos más significativos de esta etapa. Llevando implícita la capacidad para discriminar sus afectos: querer de diferente manera a cada persona que le rodea y personalizar sus afectos. Esto debido a la llegada del pensamiento abstracto que le permite desarrollar su capacidad para relativizar. La discriminación de afectos, a través del establecimiento de diferencias en el tipo y la profundidad de sentimientos, le permite la personalización de sus afectos. El adolescente está en un camino medio entre la infancia y la adultez, en lo que hace referencia a la vivencia de sus emociones, estando presente una mezcla singular de sus comportamientos. Todavía tiene una forma de manifestar sus deseos mediante una emotividad exacerbada o con la espontaneidad propia de la infancia, pero ya empieza a actuar de una manera sutil en las interacciones, o con una cierta represión relativa de sus emociones, tal como hace una persona adulta y jóvenes adultos. 

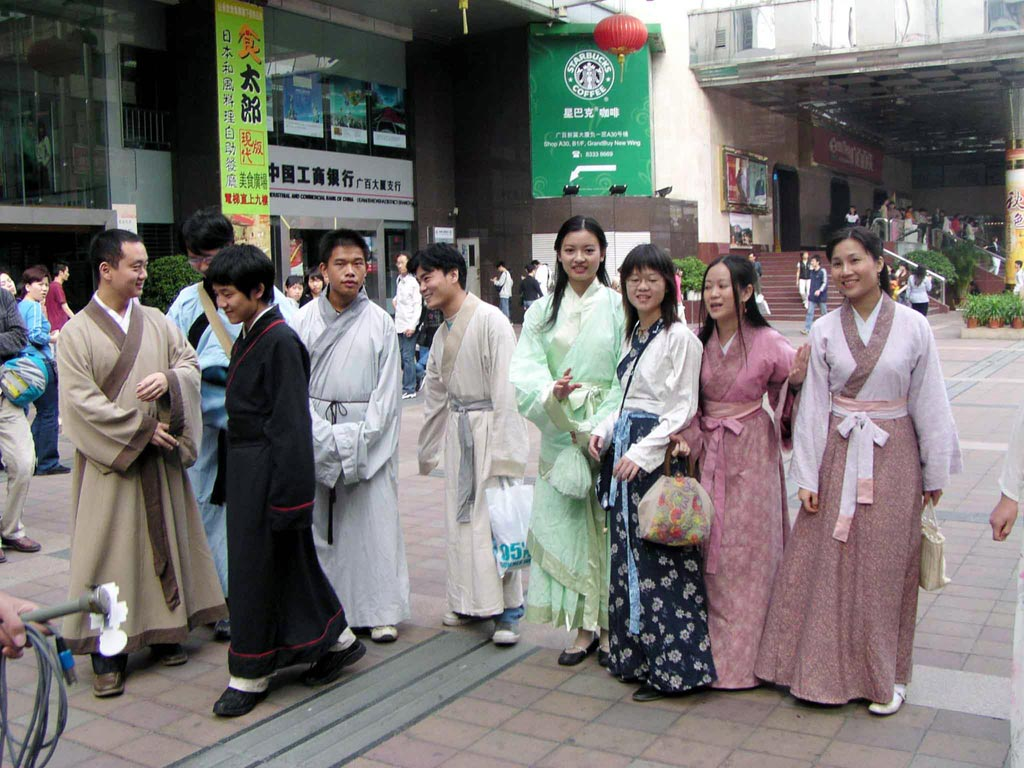
Adolescentes chinos con ropa tradicional Hanfu.

## Etapas
La Organización Mundial de la Salud (OMS) estima que una de cada cinco personas en el mundo es adolescente, 85% de ellos viven en países pobres o de ingresos medios, y alrededor de 1,7 millones de ellos mueren cada año. La OMS define la adolescencia como la etapa comprendida entre los 10 y los 19 años, y considera dos fases: la adolescencia temprana, hasta los 14 años y la adolescencia tardía, hasta los 19 años.
 Sin embargo, la condición de juventud no es uniforme y varía según el grupo social que se considere apto.

## Características
La adolescencia se caracteriza por el crecimiento físico y desarrollo psicológico. Y es la fase del desarrollo humano situada entre la infancia y la edad adulta. Esta transición debe considerarse un fenómeno biológico, cultural y social.
Muchas culturas difieren respecto a cuál es la edad en la que las personas llegan a ser adultas. En diversas regiones, el paso de la adolescencia a la edad adulta va unido a ceremonias y/o fiestas, como por ejemplo en el Benei Mitzvá, que se celebra a los 12 años para las niñas y 13 años para los niños (12 años para los niños ortodoxos). Aunque no existe un consenso sobre la edad en la que termina la adolescencia, psicólogos como Erik Erikson consideran que la adolescencia abarca desde los doce o trece años hasta los veinte o veintiún años. Según Erik Erikson, este período de los 13 a los 21 años es la búsqueda de la identidad, define al individuo para toda su vida adulta quedando plenamente consolidada la personalidad a partir de los 21 años. Sin embargo, no puede generalizarse, ya que el final de la adolescencia depende del desarrollo psicológico, la edad exacta en que termina no es homogénea y dependerá de cada individuo, etc.

## Maduración sexual

Ciclos de retroalimentación hormonales. 1.- hormona folículo estimulante - FSH, 2.- hormona luteinizante - LH, 3.- progesterona, 4.- estrógeno, 5.- hipotálamo, 6.- glándula pituitaria, 7.- ovario, 8.- embarazo - hCG (gonadotropina coriónica humana - hCG), 9.- testosterona, 10.- testículo, 11.- incentivos, 12.- prolactina PRL. Véase también sistema endocrino y retroalimentación negativa endocrina.

En la adolescencia temprana y para ambos sexos, no se manifiestan grandes desarrollos de los caracteres sexuales secundarios, pero suceden cambios hormonales a nivel de la hipófisis, como el aumento en la concentración de gonadotropinas (hormona folículoestimulante) y de esteroides sexuales. Seguidamente aparecen cambios físicos, sobre todo cambios observados en la glándula mamaria de las niñas, los cambios genitales de los varones y el vello pubiano en ambos sexos.

### Mujeres
El primer cambio identificable en la mayoría de las mujeres es la aparición del botón mamario. La adolescencia en las mujeres comienza a los 10 o 12 años. Además, comienza su primera menstruación.
Se caracteriza por un agrandamiento en el tejido glandular por debajo de la areola, consecuencia de la acción de los estrógenos producidos por el ovario. La edad de aparición es después de los 8 años; puede ser unilateral y permanecer así por un tiempo, y casi siempre es doloroso al simple roce. Al avanzar la adolescencia, el desarrollo mamario, además de ser cuantitativo, es cualitativo: la areola se hace más oscura y más grande, y sobresale del tejido circundante, aumenta el tejido glandular, se adquiere la forma definitiva, generalmente cónica, y se desarrollan los canalículos. Puede haber crecimiento asimétrico de las mamas.
El vello púbico, bajo la acción de los andrógenos adrenales y ováricos, es fino, escaso y aparece inicialmente a lo largo de los labios mayores, y luego se va expandiendo. El vello púbico en algunos casos coincide con el desarrollo mamario y en otros puede ser el primer indicio puberal. Suele comenzar a notarse a los 9 o 10 años de edad. Al pasar los años, el vello pubiano se hace más grueso y menos lacio, denso, rizado y cubre la superficie externa de los labios, y se extiende hasta el monte de Venus, y alcanza la forma triangular característica adulta después de 3 a 5 años (aproximadamente entre los 15 y 16 años de edad). El vello axilar y el vello corporal aparecen más tarde.
Los genitales y las gónadas cambian de aspecto y configuración. Los labios mayores aumentan de vascularización y aumenta la cantidad de folículos pilosos, hay estrogenización inicial de la mucosa vaginal, los ovarios y el cuerpo del útero aumentan en tamaño. Las trompas de Falopio aumentan después de tamaño, y aumenta el número de pliegues en su mucosa. Los labios menores se desarrollan, los labios mayores se vuelven luego delgados y se pigmentan y crecen, para cubrir el introito. La vagina alcanza una profundidad de 8 cm y, luego, de 10–11 cm. Por efectos estrogénicos, la mucosa se torna más gruesa, las células aumentan su contenido de glucógeno y el pH vaginal pasa de neutro a ácido un año antes de la primera menstruación (conocida con el nombre de menarquia o menarca).
Se desarrollan las glándulas de Bartolino, aumentan las secreciones vaginales, la flora microbiana cambia (aparece el bacilo de Doderlein), la vulva sufre modificaciones en su espesor y coloración. Por último, en las mujeres que nacen con himen, este se engrosa y su diámetro alcanza 1 cm.
La menarquia o menarca, que es la primera menstruación, aparece precedida por un flujo claro, inodoro, transparente y bacteriológicamente puro que, visto al microscopio, tiene aspecto de hojas de helecho. La menarquia tiende a presentarse a los 11 o 12 años. Se denomina pubertad precoz cuando aparece de manera anormalmente temprana (8-10 años).

### Hombres
Los testículos prepuberianos tienen un diámetro aproximado de 2,5 a 3 cm, el cual aumenta por la proliferación de los túbulos seminíferos. El agrandamiento del epidídimo, las vesículas seminales y la próstata coinciden con el crecimiento testicular, pero no es apreciable externamente. En el escroto se observa un aumento en la vascularización, adelgazamiento de la piel y desarrollo de los folículos pilosos.
La espermatogénesis —es decir, la producción de espermatozoides— se detecta histológicamente entre los 11 y 16 años de edad, y la edad para la primera eyaculación o espermarquia es entre los 12 y los 16 años. El pene comienza a crecer en longitud y también a ensancharse aproximadamente un año después de que los testículos aumentan de tamaño. Las erecciones son más frecuentes y aparecen las emisiones nocturnas.
El vello sexual aparece y se propaga hasta el pubis, donde se aprecia más grueso y rizado. Puede comenzar a aparecer el vello axilar y, en ocasiones, en el labio superior (bigote). El vello en los brazos y en las piernas se torna más grueso y abundante entre los 13 y 14 años. Aumenta la actividad apocrina —es decir, de la secreción de las glándulas suprarrenales— con la aparición de humedad y olores axilares.

## Crecimiento y desarrollo
Desde el punto de vista práctico, los cambios habituales del crecimiento tienen tres grandes características:
1. Se realizan en forma secuencial, es decir, unas características aparecen antes de que aparezcan otras, como es el caso del crecimiento de las mamas antes de la aparición de la menstruación (o regla o periodo), el vello púbico antes que el axilar, los miembros inferiores crecen primero que el tronco, los testículos se incrementan antes que el pene, etc.
2. El tiempo de comienzo, la magnitud y la velocidad de cada evento es considerablemente variable entre las edades y los sexos.
3. Cada evento del crecimiento sigue la ley de la variabilidad individual del desarrollo. Cada individuo tiene una propia manera de ser y la conserva a través de los años de la adolescencia, y en ella influyen diversos factores, como su origen étnico, su constitución genética o familiar, nutrición, funcionamiento endocrino y ambiente sociocultural. Basado en ello, la evaluación de la maduración sexual suele ser más valiosa desde el punto de vista clínico que la edad cronológica, que es la correlación que por lo general preocupa a los padres y al mismo adolescente.

### Altura: el estirón de la adolescencia
Crecer es una característica destacada de la pubertad, el brote o estirón de la pubertad es una de las características fundamentales de la adolescencia. Tiene una duración de 3 a 4 años, con un promedio de 24 a 36 meses. Está caracterizado por un rápido crecimiento del esqueleto, llamado punto de velocidad máxima (PVM), que se manifiesta por un aumento rápido de la talla o crecimiento lineal, de aproximadamente 8 cm en la mujer y de unos 10 cm en el varón. Es seguida por una desaceleración o enlentecimiento progresivo del crecimiento lineal, hasta que se detiene por la fusión de las epífisis de los huesos largos, como consecuencia de los cambios hormonales.
Actualmente se considera que el incremento en la velocidad de crecimiento es el primer signo de inicio de la pubertad en las niñas, aunque es más fácil de visualizar dicho cambio en el botón mamario. El crecimiento corporal no es homogéneo, por lo general se aprecia una gradiente distal:proximal, es decir, los pies y las manos crecen antes que las piernas y los antebrazos, y estos lo hacen antes que los muslos y los brazos. La cadera crece antes que los hombros y el tronco, el cual se acompaña de una epífisis vertebral transitoria. Todos los órganos participan en el estirón del crecimiento, a excepción de la cabeza, el timo, el tejido linfático y la grasa subcutánea. El inicio del estirón es variable en edad, por lo que los padres o el adolescente puede manifestar preocupación por una supuesta precocidad o retardo en el crecimiento. Las necesidades nutricionales se hacen más intensas, hay disimetría fisiológica que causa cierta ‘’torpeza’’ motora, aumenta el metabolismo del calcio en el período de crecimiento rápido.

## Cambios cognitivos
El cerebro humano está interconectado por millones de células, lo que le permite recibir y procesar información (input) y generar respuestas (output). La adolescencia es una etapa ideal para incrementar el conocimiento y desarrollar habilidades, ya que durante este período el cerebro es altamente moldeable y capaz de crear nuevas sinapsis. La madurez del sistema límbico y la poda sináptica facilitan la formación de redes neuronales.
El cerebro de los adolescentes se encuentra en continuo desarrollo, este opera de manera paralela y distribuida, procesando diferentes tipos de información en distintas regiones que trabajan simultáneamente las estructuras cerebrales como la región prefrontal, responsable de la toma de decisiones, así como las áreas de memoria y procesamiento visual y auditivo.
Por otras parte el córtex, la capa externa del cerebro, alberga neuronas compuestas por un núcleo y ramificaciones. Las dendritas reciben información, mientras que los axones actúan como canales de salida para la comunicación electroquímica. El desarrollo neuronal requiere estimulación constante, especialmente en las áreas relacionadas con la memoria y el procesamiento del lenguaje, que también son responsables del control emocional.
El lóbulo occipital izquierdo, por su parte, se encarga de procesar la información visual.
La cognición, un proceso mental que despierta la curiosidad, se ve potenciada por la plasticidad neuronal. La atención, una habilidad cognitiva, permite que el sistema motor y sensorial del cerebro funcione en conjunto, facilitando el almacenamiento y recuerdo de pensamientos, conceptos y sentimientos.
Existen dos mecanismos fundamentales para moldear y perfeccionar el funcionamiento cognitivo: la asimilación y la acomodación, que contribuyen a mantener un equilibrio. Ejercitar el cerebro mediante actividades que demandan atención y constancia puede traer beneficios significativos, como la formación de redes neuronales más fuertes.
A continuación, anexo una tabla comparativa entre la teoría de la mente y la teoría cognitiva.
Ambas son importantes para comprender los procesos neuronales por los que transita el adolescente.
| Aspecto    | Teoría de la Mente (Simón Baron-Cohen)                                                                             | Teoría Cognitiva de Jean Piaget |
| Definición | Capacidad para comprender que otros tienen pensamientos, creencias, deseos e intenciones diferentes a los propios. | Los adolescentes construyen conocimiento mediante la interacción con el entorno.                                                                                 |
| Desarrollo | Se desarrolla en la infancia temprana, típicamente entre los 2 y 5 años.                                           | Cuatro etapas: 1. Sensorio motora (0-2 años), 2. Pre operacional (2-7 años), 3. Operaciones concretas (7-11 años), 4. Operaciones formales (11 años en adelante) |
| Aportación | Fundamental para el desarrollo de habilidades sociales y la comprensión emocional                                  | Fundamental para entender cómo los niños adquieren conocimientos y habilidades cognitivas                                                                        |

## Otros cambios físicos

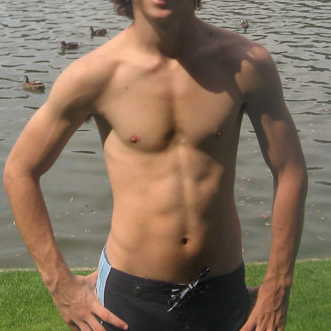
Tórax y abdomen de un varón adolescente. Hay un cambio notorio en la estructura del torso, mucho más próxima a la de un adulto

Los cambios biológicos y orgánicos durante la adolescencia marcan de modo casi definitivo el dimorfismo sexual. Estos cambios dependen en gran medida del tipo constitucional, factores genéticos y otros más circunstanciales como la nutrición o la presencia o no de determinados desbalances hormonales que no necesariamente tienen que ser patológicos. En ocasiones los adolescentes se preguntan el porqué de la diferencia en el desarrollo y la aparición de los caracteres sexuales entre unos y otros, y la respuesta puede encontrarse en cualquiera de los elementos señalados anteriormente. No obstante hay características que deben aparecer en una edad determinada, independientemente de las variables, por lo que se recomienda que ante cualquier inquietud se consulte a los especialistas en la temática.

#### Masa corporal
En las mujeres, durante la pubertad temprana, la ganancia de peso continúa siendo de 2 kg por año, pero luego experimenta una aceleración que llega a un máximo después de alcanzar el punto de velocidad máxima de crecimiento. En los varones, el peso coincide con la talla, es decir, de 100 a 200 gramos por año. El aumento del peso puberal viene a representar el 50% del peso ideal del individuo adulto.

#### Grasa corporal
La grasa corporal total aumenta en la pubertad temprana para ambos sexos. Más adelante, las mujeres depositan grasa de manera más rápida y más extensa que en los varones, con predominio en miembros superiores, tronco y parte superior del muslo. En condiciones no patológicas, en ningún momento de la pubertad se espera que las mujeres pierdan grasa, mientras que los varones en el crecimiento rápido, pierden grasa en los miembros y el tronco.
La mujer y el varón prepuberales tienen igual proporción entre masa magra (tejido muscular, huesos y vísceras) y tejido adiposo. En el varón, el aumento de la masa magra es paralelo al incremento de la talla y del estirón puberal en músculos y huesos, los cuales coinciden con el punto de velocidad máxima (PVM) de crecimiento. Por el contrario, en las mujeres se continúa acumulando el tejido adiposo en las extremidades y en el tronco. Este crecimiento divergente da como resultado que los varones tengan hasta un 45 por ciento de su peso corporal en músculos y que las mujeres hasta un 30 por ciento de su peso corporal en grasa. Al final de la pubertad, los varones son más pesados que las mujeres. El dimorfismo es muy importante para considerar el sobrepeso en el adolescente, ya que se debe determinar si es a expensas de tejido graso o de tejido magro. Los hombros y el tórax son más anchos que las caderas en el varón y a la inversa en las mujeres y, en relación con el tronco, las piernas son más largas en el varón.

#### Cabeza
La cabeza aumenta muy poco en tamaño, pero la cara se diferencia tomando aspecto de adulto, sobre todo por el reforzamiento mandibular, muy evidente en el varón y por los cambios en la nariz. Bajo las influencias de los andrógenos se establece también una diferencia en la parte anterior del cartílago tiroides y las cuerdas vocales, que tienen el triple de longitud en los niños que en las niñas.

## Crecimiento muscular
El crecimiento muscular es un hecho sobresaliente, especialmente mientras dura el estirón de la estatura, con predominio en el varón, sobre todo por la acción de los andrógenos, que también influyen en la adquisición de la fuerza muscular. Por supuesto, el tamaño, la fuerza y la habilidad pueden no ser diferentes en un varón y una mujer, en función de la actividad física que desarrollen. El corazón y los pulmones también participan en el estirón del adolescente, más marcadamente en los varones, en quienes aumenta la presión arterial, así como la capacidad sistólica.

#### Dentición
Importa el diagnóstico de las caries y alteraciones mecánicas. En general, se completan 28 piezas durante la adolescencia.
- De 8 a 10 años: 4 premolares
- De 9 a 11 años: los segundos premolares
- De 9 a 13 años: los caninos
- De 10 a 14 años: los segundos molares
- De 15 a 24 años las llamadas muelas de juicio, con lo que se completa la dentadura adulta.

## Factores de riesgo en los adolescentes
A diferencia de lo que sucede en los niños, en los adolescentes, en la medida que aumenta la edad, se incrementa la mortalidad. La prevención primordial y la promoción de factores generales y específicos de protección evitan y controlan los daños y trastornos en la salud del adolescente. Algunos de estos factores de protección incluyen la educación, la nutrición, las inmunizaciones, el ejercicio físico, el tiempo libre justo, la promoción de las actividades familiares, la atención al desarrollo emocional, las oportunidades de trabajo y el desarrollo de cambios en las legislaciones favorables para el niño y el adolescente. En los servicios de salud se debe promover la prevención del cáncer pulmonar, la prevención de los embarazos precoces, de las infecciones de transmisión sexual y de los accidentes y la evaluación de los patrones de crecimiento y desarrollo.

| Alteraciones en el desarrollo puberal                 | Menarquia precoz, discapacidad o retraso mental.                                                                                    |
| Desatención y otros problemas en la relación familiar | Fugas frecuentes o deserción del hogar, desempleo del jefe del hogar mayor a 6 meses.                                               |
| Trastornos de la conducta alimentaria                 | Malnutrición, hipertensión arterial, arteriosclerosis, diabetes, enfermedades crónicas, como el cáncer, tuberculosis, etc.          |
| Riesgos intelectuales                                 | Analfabetismo, bajo rendimiento y/o deserción escolar, crisis de autoridad, tiempo libre mal utilizado, segregación grupal          |
| Factores biológicos                                   | Tabaquismo, alcoholismo y otras drogas; uso de automóviles                                                                          |
| Riesgos sexuales                                      | embarazos, infertilidad. |
| Factores sociales                                     | Aislamiento, depresión, gestos suicidas, conductas delictivas y/o agresivas, nomadismo.                                             |
| Independencia                                         | Lucha por identidad, humor cambiante, mejora su habilidad para el lenguaje y expresión, quejas de interferencias con independencia. |
| Otros                                                 | Empleo de recursos para evitar la realidad: ritos, comunas, pseudo-religiones.                                                      |

Las principales causas de fallecimiento entre los adolescentes varían poco entre los distintos países: heridas no intencionales (particularmente accidentes de tránsito), sida (es la principal causa de muerte de mujeres jóvenes en África), otras enfermedades infecciosas, homicidio y otras heridas intencionales (especialmente importante en Suramérica), como la guerra, el suicidio y las heridas autoinfligidas.

## Medios de comunicación y adolescentes
La introducción masiva de dispositivos tecnológicos en la actualidad ha causado un gran cambio en la vida de los seres humanos. Los adolescentes son los más vulnerables debido a que ellos han nacido en una sociedad tecnológica y, por lo tanto, son los que han acogido de manera más personal dichos dispositivos. Estudios han demostrado que el teléfono móvil es el dispositivo tecnológico más popular entre los adolescentes y su disponibilidad casi llega al 100%.

### El rol de los medios de comunicación en el proceso de socialización
La conducta de los adolescentes está determinada por los agentes de socialización: grupo de pares, familia y centro de estudios que son los que les brindan a los jóvenes enseñanzas sobre la vida y que en el caso ideal traen como consecuencia final del proceso de socialización el desarrollo de la personalidad del adolescente y la adquisición de la capacidad de autocontrol y la de control social, es decir el saber comportarse en un entorno social y por consiguiente aceptar las diferencias de pensamiento de los demás.
En el siglo XXI se ha vuelto importante la fuerza que han adquirido los medios de comunicación y en consecuencia las innovaciones de los dispositivos tecnológicos desde la radio, hasta los teléfonos inteligentes pasando por la televisión y el internet. Las TIC (tecnologías de la información y la comunicación), han tomado un papel protagónico en nuestra sociedad y especialmente en la vida de los adolescentes y su proceso social dando paso a la llamada “revolución digital”.

#### Los medios de comunicación como agente de socialización
El incrementado uso de los medios de comunicación así como su importancia en el mundo actual han hecho que estos se conviertan en el tercer agente de social después del grupo de pares y la familia en la socialización de los adolescentes.
Las TIC forman una escolarización paralela a la educación formal ya que culturizan a los jóvenes con la diversa información a la que se tiene acceso.(Pindado 2009; Montón y Casado 2005). El consumo que los jóvenes hacen de las estas, en especial del internet, está transformando el ocio y las formas de interacción de los adolescentes con su entorno y a la sociedad en su conjunto (Rubio 2010). Según Pindado (2009), los medios de comunicación funcionan como mediadores de la socialización justamente entre los adolescentes y su entorno, es decir entre ellos y sus familias o grupo de pares. Si bien la tecnología es un acierto de los tiempos modernos también según algunos estudiosos de este tema, se facilitan las conductas adictivas, como en los videojuegos.

#### Las consecuencias psicosociales del uso de dispositivos tecnológicos
Adicción:
La consecuencia psicosocial principal que perjudica a los adolescentes es la adicción al celular, internet o juegos de video. Esta adicción es denominada como “comportamental”, es decir que es una adicción sin el consumo de sustancias que produce los mismos síntomas que las adicciones que sí incluyen sustancias en el adicto como la ansiedad. Los adolescentes son más proclives a tener conductas adictivas porque han nacido en un mundo de Internet y dispositivos tecnológicos y conjuntamente, son ellos los que disponen de mayor tiempo libre para ocuparlo en las redes sociales o videojuegos. Sin embargo, no todos los adolescentes caen en la adicción, los más propensos a caer son aquellos que tienen una personalidad vulnerable, una estructura familiar débil y relaciones sociales pobres. Además la presión de grupo así como el estrés también contribuyen a que un individuo se vuelva adicto. El uso de los TIC es visto como un método de escape por algunos adolescentes que sienten una falta de amor fraternal o incomprensión de parte de los adultos.
El abuso de las redes sociales y de los videojuegos puede llegar a aprisionar a los adolescentes ya que el mundo virtual contribuye a que se cree una identidad falsa y a la vez distanciar al individuo de la realidad. Cuando un joven es adicto a cualquier TIC, siente que solo va a sentirse feliz y bien al utilizar dicho dispositivo, sin embargo luego se sentirá solo y su satisfacción al usar aquello que le causa adicción disminuirá (Echeburúa y De Corral 2010).
La adicción trae como consecuencia un sinnúmero de problemas en los adolescentes como por ejemplo, conflictos personales, bajo rendimiento académico y problemas familiares vinculados con la falta de comunicación y desobediencia. Hoy en día muchos adolescentes están más pendientes de las relaciones virtuales que de las personales lo cual lleva al aislamiento (Morales 2012; De Vega Sáenz 2011). Conjuntamente, Huanca (2011) afirma que los juegos de internet fomentan el comportamiento criminal, la discriminación racial y la falta de respeto a la autoridad. En suma, la adicción a las TIC puede llevar, como resultado, a otras adicciones como por ejemplo la adicción al sexo, u otros problemas psicopatológicos como la depresión, fobia social u otros problemas de tipo obsesivo compulsivo (Echeburúa y De Corral 2010).
Cuando los adolescentes están en la etapa de identificación, dos de cada tres adolescentes investigan en las redes acerca de su bienestar físico y, por lo tanto, alteran su manera de comer basándose en la información que obtuvieron en internet. 

## Cyberbullying o ciberacoso
Además de la adicción, otros problemas que surgen del uso de los dispositivos tecnológicos son las bromas, actos ilícitos o agresiones para perjudicar a algún adolescente. Este fenómeno es conocido como el cyberbullying y ocasiona la pérdida de la autoestima del individuo que es atacado y en casos muy graves puede llegar a causar depresión y la necesidad de que la víctima sea cambiada de centro de estudios.
Estas agresiones pueden desembocar en reacciones negativas como la adicción a las drogas o el suicidio.

## Adolescencia y delincuencia
En México, se imputó a 22,852 adolescentes (menores de 19 años) en carpetas de investigación por presuntos delitos en el 2023, 17.7 por ciento más que en el 2022. Según reveló el Instituto Nacional de Estadística y Geografía (Inegi). y durante el 2023, el 80 por ciento de los jóvenes procesados fueron varones. Los cinco tipos de delitos cometidos con más frecuencia fueron lesiones, robo, amenazas, abuso sexual y narcomenudeo. Los estados con mayor concentración de acusados en este periodo fueron: Nuevo León, estado de México, Guanajuato, Sonora, Jalisco y Chihuahua,.

## Tradiciones
La llegada a la adolescencia se ha celebrado siempre con distintos rituales y ritos de paso, como pueden ser, por ejemplo, las distintas fiestas que, organizadas por los quintos, se realizan en España e Hispanoamérica. También por ejemplo, la celebración de Japón de esto se llama seijin shiki (la "venida de la edad").
- Véase también: fiesta de quince años.

### La adolescencia en el judaísmo
La tradición judía considera que los varones son miembros de la comunidad adulta a la edad de 13 años y las chicas a la edad de 12, y esta transición se celebra mediante un ritual, llamado "Bat Mitzvah" para las mujeres, y el "Bar Mitzvah" para los hombres.

## Iconología
- Femenina. Joven de semblante risueño, colores vivos y facciones delicadas. Se representa coronada de flores y sosteniendo una guirnalda, emblema de la felicidad pasajera de esta brillante edad. Sus vestidos de color tornasolado demuestran la volubilidad de las diversas alecciones del alma desde los quince hasta los veinte años. El pavo real indica el gusto de parecer bien y ataviarse tan natural en esta edad.
- Masculina. Joven ricamente vestido, coronado de flores apoyándose sobre una harpa y teniendo un espejo. Su pie puesto sobre un reloj de arena indica el poco caso que la adolescencia hace del tiempo.[39]